# Riksdagsvalet i Sverige 1998
Riksdagsvalet i Sverige 1998 till Sveriges riksdag hölls den 20 september 1998.

## Valkampanjen

### Socialdemokraternas vallöften
Vid socialdemokraternas partikongress i Sundsvall i september 1997 beslutades om höjda barnbidrag, återinfört flerbarnstillägg, höjd bilersättning och 16 miljarder till kommunerna i höjda statsbidrag. Besluten spred en signal att socialdemokraterna nu ansåg att åren med åtstramning nu är över. Under hösten 1997 fördes också en intensiv debatt i media om kvaliteten inom åldringsvården, flera fall av vanvård avslöjades.
Den 21 augusti lade Socialdemokraterna fram sitt valprogram: bland annat höjda barnbidrag och en maxtaxa inom barnomsorgen. Valprogrammets tema var "vård-skola-omsorg".

### "Det här är Lennart"
Den 2 april meddelade Olof Johansson att han skulle avgå vid centerstämman. Den 15 juni valdes Lennart Daléus till hans efterträdare.
Daléus hamnade ganska omgående i konflikt med facket eftersom han förespråkade en "försämring av kollektivavtalens ställning" och ville öppna upp för möjligheten att mer lokalt kunna förhandla arbetsvillkoren. Dessutom var han för en större lönespridning på arbetsmarknaden. Centerpartiets valkampanj 1998 blev känd för valaffischen "Det här är Lennart" där partiet fokuserade helt på sin nye partiledare. Daléus sa senare att syftet var att göra honom känd snabbt eftersom han hade valts enbart tre månader innan riksdagsvalet.

### Fastighetsskatten
Den 13 maj demonstrerade 10 000 personer i Stockholm med krav på sänkt fastighetsskatt. De borgerliga partierna medverkade och gav sitt stöd för kravet. Sex dagar senare, den 19 maj, meddelade överraskande Socialdemokraterna och Centerpartiet att de gjort upp om sänkt fastighetsskatt. Fastighetsskatten sänktes från 1,7 % till 1,5 % men samtidigt förändrades beräkningsgrunden vilket gjorde att fastighetsskatten ändå ökade i de mest attraktiva områdena. Den 2 september lovade därför statsminister Göran Persson att taxeringsvärdena skulle frysas i ett år.

### Vänsterpartiets valrörelse
Den 17 september avslöjade Dagens Nyheter att Gudrun Schyman hade anlitat ungdomar i bekantskapskretsen som städhjälp hemma, däribland en 16-årig flicka som hade fått 100-150 kronor varannan vecka och hade jobbat åt Schyman i nio månader. Eftersom flickan fick totalt mer än 1 000 kr borde detta anmälts till Skatteverket, vilket varken Schyman eller flickan gjorde. I en debatt dagen innan avslöjandet hade Schyman uttalat sig mot manliga politiker som stött förslag om ett pigavdrag och påstått att dessa själva borde städa hemma. Schyman själv menade att de ungdomar hon anlitade var barn till grannar och därmed tyckte hon att ersättningen mer var en slags fickpeng.
Enligt journalisten Torbjörn Nilsson drev Schyman Vänsterpartiet högerut men var fortfarande kritisk till budgetsaneringen (som Göran Persson hade drivit igenom efter valet 1994), EU och uttalade sig för en stark välfärdsstat. Nilsson menar att denna strategi var ett vinnande koncept som belönades med att partiet fick 12% av rösterna på valdagen.

### Personval
Detta var första gången som det var möjligt för väljarna att kryssa för en viss kandidat på röstsedeln. Tidigare fanns en möjlighet att stryka kandidater, något som knappast hade någon inverkan på vem som blev vald. Totalt lämnades 1 533 705 personröster (29,9 procent). I några fall valdes kandidater in via personvalet, till exempel socialdemokraten Kent Härstedt.

### Partiernas valaffischer
- Ge oss makt att skapa ett samhälle där ingen röst är för svag för att höras - Kristdemokraterna
- "Det här är Lennart" - Centerpartiet[9]

## Valresultat
Källa till tabellen: 
|                      |                                     |                                        |                     |        |        |                  |                  |
| Parti                | Parti                               | Partiledare                            | Röster              | Röster | Röster | Mandatfördelning | Mandatfördelning |
| Parti                | Parti                               | Partiledare                            | Antal               | %      | +− %   | Antal            | +−               |
|                      | Socialdemokraterna                  | Göran Persson                          | 1 914 426           | 36,39  | −8,86  | 131              | −30              |
|                      | Moderata samlingspartiet            | Carl Bildt                             | 1 204 926           | 22,90  | +0,52  | 82               | +2               |
|                      | Vänsterpartiet                      | Gudrun Schyman                         | 631 011             | 11,99  | +5,83  | 43               | +21              |
|                      | Kristdemokraterna                   | Alf Svensson                           | 619 046             | 11,77  | +7,7   | 42               | +27              |
|                      | Centerpartiet                       | Lennart Daléus                         | 269 762             | 5,13   | −2,52  | 18               | −9               |
|                      | Folkpartiet liberalerna             | Lars Leijonborg                        | 248 076             | 4,72   | −2,47  | 17               | −9               |
|                      | Miljöpartiet de Gröna               | Marianne Samuelsson och Birger Schlaug | 236 699             | 4,49   | −0,53  | 16               | −2               |
|                      | Sveriges pensionärers intresseparti | Brynolf Wendt                          | 52 869              | 1,00   | +0,95  | 0                | —                |
|                      | Det nya partiet                     | Ian Wachtmeister                       | 25 276              | 0,48   | +0,48  | 0                | —                |
|                      | Sverigedemokraterna                 | Mikael Jansson                         | 19 624              | 0,37   | +0,12  | 0                | —                |
|                      | Ny Framtid                          | Sune Lyxell                            | 9 171               | 0,17   | +0,08  | 0                | —                |
|                      | Ny demokrati                        | Per Anders Gustavsson                  | 8 297               | 0,16   | −1,08  | 0                | —                |
|                      | Pensionärspartiet                   | Brynolf Wendt                          | 6 865               | 0,13   | ?      | 0                | —                |
|                      | Rättvisepartiet Socialisterna       | Per-Åke Westerlund                     | 3 044               | 0,06   | ?      | 0                | —                |
|                      | Kommunisterna                       | Rolf Hagel                             | 1 868               | 0,04   | ?      | 0                | —                |
|                      | Enhet                               | Ulf Wåhlström                          | 1 725               | 0,04   | ?      | 0                | —                |
|                      | Socialistiska Partiet               | (uppgift saknas)                       | 1 466               | 0,03   | ?      | 0                | —                |
|                      | Övriga partier                      | —                                      | 6 971               | 0,1325 | —      | —                | —                |
| Antal giltiga röster | Antal giltiga röster                | Antal giltiga röster                   | 5 261 122           | 100,00 |        | 349              |                  |
| Ogiltiga röster      | Ogiltiga röster                     | Ogiltiga röster                        | 113 466             |        |        |                  |                  |
| Totalt               | Totalt                              | Totalt                                 | 5 374 588 (81,39 %) |        |        |                  |                  |

Antalet röstberättigade var 6 603 129 personer och antalet röstande var 5 374 588 personer vilket ger ett valdeltagande på 81,39, en nedgång med 5,43 procent jämfört med föregående riksdagsval.
I den nya riksdagen var 42 % av ledamöterna kvinnor.

## Mandatfördelning mellan blocken
Vänsterblocket fick 190 mandat medan det borgerliga blocket fick 159 mandat. Det innebar att de borgerliga partierna vunnit elva nya mandat, men röstskillnaden i procent på 52,9 mot 44,5 ledde till ett fortsatt stort övertag för regeringen med stödpartier.

## Regeringsbildning
Den socialdemokratiska minoritetsregeringen, Regeringen Persson, under ledning av statsminister Göran Persson kvarstod. Men den stora skillnaden mot föregående mandatperiod var att regeringen var beroende av två partiers stöd. Under den tidigare haft det räckt med ett parti. 
Den 5 oktober 1998 gav Statsrådsberedningen ut ett pressmeddelande av vilket det bl.a. framgick att regeringen, Vänsterpartiet och Miljöpartiet skulle samarbeta på fem områden under mandatperioden: ekonomi, sysselsättning, rättvis fördelning, jämställdhet och miljö.
Göran Perssons regering bestod efter valet av 20 statsråd. I regeringsförklaringen anförde Göran Persson att den budgetproposition som inom kort skulle föreläggas riksdagen hade tagits fram i samarbete med Vänsterpartiet och Miljöpartiet. Vidare uttalade han att det krävdes beredskap för samförstånd och långsiktiga lösningar i riksdagen för att få till stånd sunda offentliga finanser och stabila priser. De politiska partierna i riksdagen skulle inbjudas till överläggningar om utformningen av framtidens skatter. Under mandatperioden skulle regeringen också eftersträva parlamentariska förutsättningar för att radikalt kunna sänka avgifterna i barnomsorgen. Dessutom skulle samtliga riksdagspartier bjudas in till samtal om hur öppenheten skulle kunna öka kring finansiella bidrag till politiska partiers och enskilda kandidaters valkampanjer.